# Sa (faraon)
Sa, Za, Hor Sa ali Hor Za je bil morda faraon Starega Egipta, ki bi lahko vladal v Drugi ali Tretji egipčanski dinastiji. Njegov obstoj je sporen, tako kot artefakti, ki naj bi potrjevali njegov obstoj.

## Dokazi
Hor Sa je znan z napisov s črnim črnilom na fragmentih posod. Posode so bile odkrite v vzhodnih galerijah pod Džoserjevo piramido v Sakari. Napisi so kratki, pisani v kurzivni pisavi. Njegovo ime Hor Sa v nobenem primeru ni napisano v sereku, zato je razlaga, da gre za vladarjevo Horovo ime, sporna.
Ime Hor Sa se vedno pojavlja v napisu  Ḥwt-k3 Ḥrw-z3  (Hiša Hor Sajevega Kaja (duše)), praviloma skupaj z imenoma visokih uradnikov Iniknuma in Ma'a-aper-Mina, ki sta bila zaposlena v hiši Kaja. V zgodnjem dinastičnem obdobju Egipta je bila Kajeva hiša predhodnica posmrtnega templja in prostor, v katerem se je izvajal kult Kaja pokojnega vladarja. 
V 1980. letih so na področju grobnice zakladnika Maja in visokega uradnika Merineita v Sakari odkrili tudi napis Ḥwt-k3 Ḥrw-z3. Maja in Merineit sta bila dvorna uradnika iz pozne Osemnajste dinastije, ki sta 1500 let po smrti prvotnih lastnikov uporabila njuni grobnici.

## Identiteta
Jürgen von Beckerath, Dietrich Wildung in Peter Kaplony so predlagali, da je  Sa kratka oblika imena Sanakt.  Wolfgang Helck je njihov predlog zavrnil, ker so napisi s črnilom v vzhodnih galerijah Džoserjeve piramide večinoma iz Ninečerjevega obdobja ali kratkega obdobja za njim, medtem ko je Sanakt vladal sredi Tretje dinastije. Razen tega je napis, ki omenja »Hišo Hotepsekemvijevega Kaja« slogovno podobna napisu Hor Sa, kar Saja umešča v Drugo egipčansko dinastijo, tako kot Hotepsekemvija. Helck je zato predpostavil, da je Hor Sa Horovo ime faraona Venega, katerega Horovo ime je sicer neznano. Egiptolog Jochem Kahl je pred kratkim to hipotezo ovrgel in Venega poistoveril z Ranebom. Kaplony je Venegovo Horovo ime na kairskem fragmentu Kamna iz Palerma rekonstruiral kot Venegsekemvi. Hor Sa v nobenem primeru ne more biti Venegovo Horovo ime, imeni pa se vsekakor ne pomenita istega vladarja. Kaplony je zato Hor Saja poistovetil z njswt-bity Wr-Za-Khnwm, kralj Gornjega in Spodnjega Egipta, Versaknum in mu pripisal 2 meseca in 23 dni vladanja med faraonoma Kasekemvijem in Džoserjem. Kaplonyjeve hipoteze je spodkopalo odkritje Džoserjevih  glinastih pečatov  v Kasekemvijevi grobnici, kar kaže, da je prvi nasledil in pokopal slednjega.  Hor Sa bi torej lahko bilo Horovo ime faraona Seneda ali nekega drugega vladarja iz Druge dinastije, ki je vladal iz Memfisa v težavnem obdobju po Ninečerjevi smrti.
Egiptologi, kot so Jean-Philippe Lauer, Pierre Lacau in Ilona Regulski, pozivajo k previdnosti pri branju napisov. Znak ptiča na vrhu Kajeve hiše bi lahko prikazoval tudi lastovko, zato bi se napis lahko bral kot Wer-sa-hut-Ka - velika zaščitnica Kajeve hiše. Ilona Regulski v znaku ptiča vidi sokola, vendar v njem ne vidi izključno imena faraona. Napise datira v konec Kasekemvijeve vladavine.

## Grob
Mesto Hor Sajevega pokopa ni znano. Nabil Swelim je Hor Saja povezal z nedokončanim obzidanim prostorom Gisr el-Mudir v zahodnem Sakari, vendar njegova hipoteza ni bila na splošno sprejeta, zato je mesto pripisal več drugim faraonom iz Druge dinastije, predvsem Kasekemviju. Egiptolog Joris van Wetering je po drugi strani predlagal, da je galerija grobnica, ki jo je uporabljal veliki Atonov svečenik  Merira-Merimeit, ker se je v njeni bližini nahajal napis Ḥwt-k3 Ḥrw-z3.